# Oneirodes haplonema
Oneirodes haplonema es una especie de pez del género Oneirodes, familia Oneirodidae, orden Lophiiformes. Fue descrita científicamente por Stewart & Pietsch en 1998.
Especie inofensiva para el ser humano. Puede alcanzar los 1132 metros de profundidad.

## Descripción
Su longitud estándar es de 11,6 centímetros.

## Distribución
Se distribuye por Nueva Zelanda y Tasmania.